# Зириди
Династията на Зиридите (на арабски: زيريون) е берберска сарацинска аристократична фамилия, управлявала емирство в Северна Африка през Средновековието. Първоначално наместници на Фатимидския халиф, Зиридите се отделят в самостоятелно ислямско княжество със столица Кайруан през 973 г. и поддържат близки контакти с другото арабско-мюсюлманско емирство в Северна Африка – това на Алморавидите. Последните в крайна сметка завладяват територията на Зиридите, но едва след двувековно берберско владичество – между 973 и 1152 г.

## История и приноси
Династията носи името на основоположника си и първи емир ибн Зири, консолидирал около себе си родове от племенната група на берберите Санхаджи от Северна Сахара. Той побеждава берберите Хариджити, врагове на Фатимидите и е поставен от последните като техен наместник в Магреб, а по късно и като васален вицекрал на Ифрикия в земите на съвременен Алжир и Тунис. След 972 г. Зиридите започват трайна политика за отделяне от държавата на Халифата. Това е следствие от едно събитие, което историците твърдят, че променя вътрешния ред в Арабския халифат – редислоцирането на фатимидския флот от Триполитанския залив в Египет, а това затруднява контрола над Сицилия и Северна Африка.

### Емири на Зиридското княжество
Според източниците емирите от династията на Зири са следните:
- Абдулфутух Сейф ад-Давла Булугин ибн Зири (973 – 983)
- Абдулфатах ал-Мансур ибн Булугин (983 – 995)
- Абу Катада Насър ад-Давла Бадис ибн Мансур (995 – 1016)
- Шараф ад-Давла ал-Муиз ибн Бадис (1016 – 1062) – известен с това, че мести столицата си в Махдия през 1057 г. след загубата на Кайруан от Бану Хилал.
- Абу Тахир Тамам ибн ал-Муиз (1062 – 1108) – окончателно преодолял васалитета си към фатимидите и свързал се с Абасидите през 1087 г.
- Яхия ибн Тамам (1108 – 1131)
- Али ибн Яхия (1115 – 1121)
- Абдулхасан ал-Хасан ибн Али (1121 – 1152)